# Шамбська ГЕС
Шамбська ГЕС — гідроелектростанція у Вірменії. Знаходячись між Спандарянською ГЕС (вище по течії) та Татевською ГЕС, входить до складу каскаду на річці Воротан, лівій притоці Араксу, який в свою чергу є правою притокою Кури (басейн Каспійського моря).
У межах проекту Воротан перекрили Ангехакотською греблею, виконаною як бетонна споруда висотою 24 метри, яка утримує водосховище з об'ємом 3,4 млн м3 та припустимим коливанням рівня поверхні між позначками 1665 та 1677 метра НРМ. Із цього резервуару по правобережжю прокладено дериваційний тунель довжиною 10,5 км з перетином 3х3 метри, який подає ресурс до значно більшого Толорського водосховища. Останнє створене на річці Сісіан (права притока Воротану) за допомогою кам'яно-накидної/земляної греблі висотою 69 метрів та довжиною 188 метрів, котра утримує 96 млн м3 води. З цього об'єму до корисного відносяться 80 млн м3, що забезпечується коливанням рівня поверхні між позначками 1626 та 1652 метри НРМ.
З Толорського сховища вода прямує через другий дериваційний тунель завдовжки 6,9 км з діаметром 4,6 метра, який переходить у підземний напірний водовід довжиною 1,3 км. Він живить дві турбіни типу Френсіс потужністю по 85,5 МВт, які використовують напір у 272 метри та забезпечують виробництво 320 млн кВт-год електроенергії на рік.
Видача продукції відбувається по ЛЕП, розрахованій на роботу під напругою 220 кВ.